# Major General George Henry Thomas
Major General George Henry Thomas, ou George Henry Thomas Memorial, est une statue équestre située à Washington, honorant le major général de la guerre de Sécession George Henry Thomas.
Elle se trouve au centre du rond-point Thomas, à l'intersection de 
Massachusetts Avenue NW (en), Vermont Avenue NW, 14th Street NW (en), et M Street NW (en), et se compose d'une sculpture en bronze créée par John Quincy Adams Ward posée sur un socle.
Ce monument fut érigé à sa mémoire en 1879 à l'endroit même où il se trouve de nos jours. Le monument est une propriété contributrice à un district historique : l'ensemble des Monuments de la guerre de Sécession à Washington.

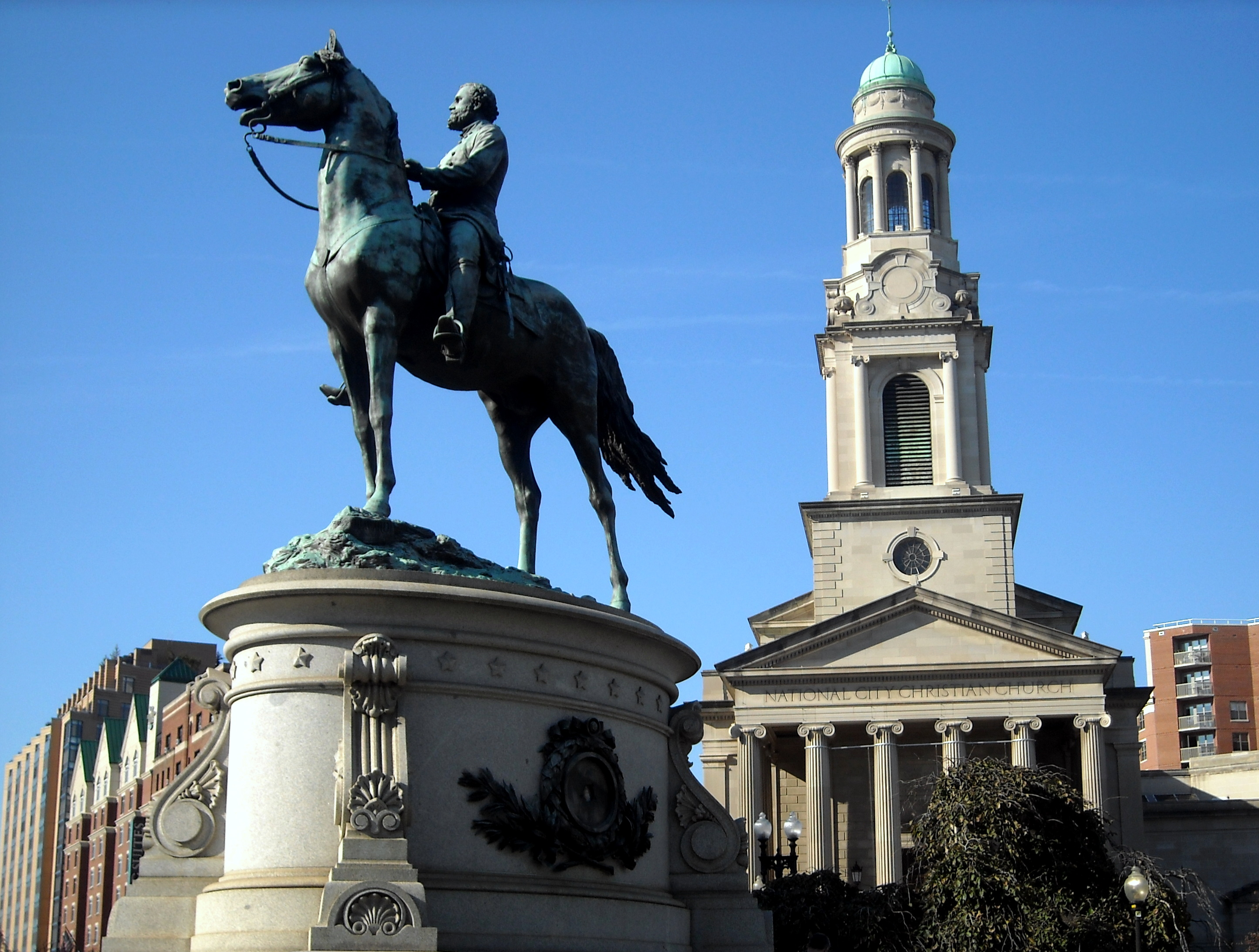
Major General George Henry Thomas devant la National City Christian Church.